# Tunezja na Mistrzostwach Świata w Lekkoatletyce 2015
Tunezja na Mistrzostwach Świata w Lekkoatletyce 2015 – reprezentacja Tunezji podczas Mistrzostw Świata w Pekinie liczyła 4 zawodników, z których jeden zdobył srebrny medal.

## Występy reprezentantów Tunezji

### Mężczyźni
| Maraton                       | Wissem Hosni    | —       | —   | —   | —   | DNF | DNF |    |    |
| Bieg na 400 m przez płotki    | Mohamed Sghaier | DSQ     | DSQ | DSQ | DSQ | NQ  | NQ  | NQ | NQ |
| Bieg na 3000 m z przeszkodami | Amor Ben Yahia  | 8:43,11 | 21. | —   | —   | NQ  | NQ  |    |    |

### Kobiety
| Konkurencja                   | Zawodniczka   | Runda 1  | Runda 1 | Półfinał | Półfinał | Finał    | Finał   |
| Konkurencja                   | Zawodniczka   | Rezultat | Pozycja | Rezultat | Pozycja  | Rezultat | Pozycja |
| ----------------------------- | ------------- | -------- | ------- | -------- | -------- | -------- | ------- |
| Bieg na 3000 m z przeszkodami | Habiba Ghribi | 9:24,38  | 1. Q    | —        | —        | 9:19,24  | srebro  |